# アレクシス・アリアス
アレクシス・アリアス・トゥエスタ（Alexis Arias Tuesta 、1995年12月13日 - ）は、ペルー・ベヤビスタ出身のプロサッカー選手。メルガル所属。ペルー代表。ポジションは、ミッドフィールダー。

## 代表歴
2015年パンアメリカン競技大会はU-23ペルー代表の一員として参加した。2019年3月27日のエルサルバドルとの親善試合でA代表デビュー。試合は0-2で敗れた。